# STS-5
STS-5, voluit Space Transportation System-5, was een Spaceshuttlemissie van de NASA waarbij de Spaceshuttle Columbia gebruikt werd. De Columbia werd gelanceerd op 11 november 1982. Dit was de vijfde Space Shuttlemissie en de vijfde vlucht van de Columbia.

## Bemanning
| Positie             | Gelanceerde astronaut              | Gelande astronaut                  |
| ------------------- | ---------------------------------- | ---------------------------------- |
| Bevelhebber         | Vance D. Brand 2e ruimtevlucht     | Vance D. Brand 2e ruimtevlucht     |
| Piloot              | Robert F. Overmyer 1e ruimtevlucht | Robert F. Overmyer 1e ruimtevlucht |
| Missie specialist 1 | Joseph P. Allen 1e ruimtevlucht    | Joseph P. Allen 1e ruimtevlucht    |
| Missie specialist 2 | William B. Lenoir 1e ruimtevlucht  | William B. Lenoir 1e ruimtevlucht  |

## Missieparameters
- Massa
  - Shuttle bij lancering: 112.088 kg
  - Shuttle bij landing: 91.841 kg
  - Vracht: 14,551 kg
- Perigeum: 294 km
- Apogeum: 317 km
- Glooiingshoek: 28,5°
- Omlooptijd: 90,5 min

## Hoogtepunten van de missie
STS-5 was de eerste echte Space Shuttlemissie (voorgaande missies waren onderzoeksmissies) en was ook de eerste vlucht met 4 bemanningsleden en 2 communicatiesatellieten.
De vijfde lancering van de Spaceshuttle Columbia vond plaats op 11 november 1982 om 7:19:00 EST 's ochtends. Het was de tweede lancering die op tijd plaatsvond.

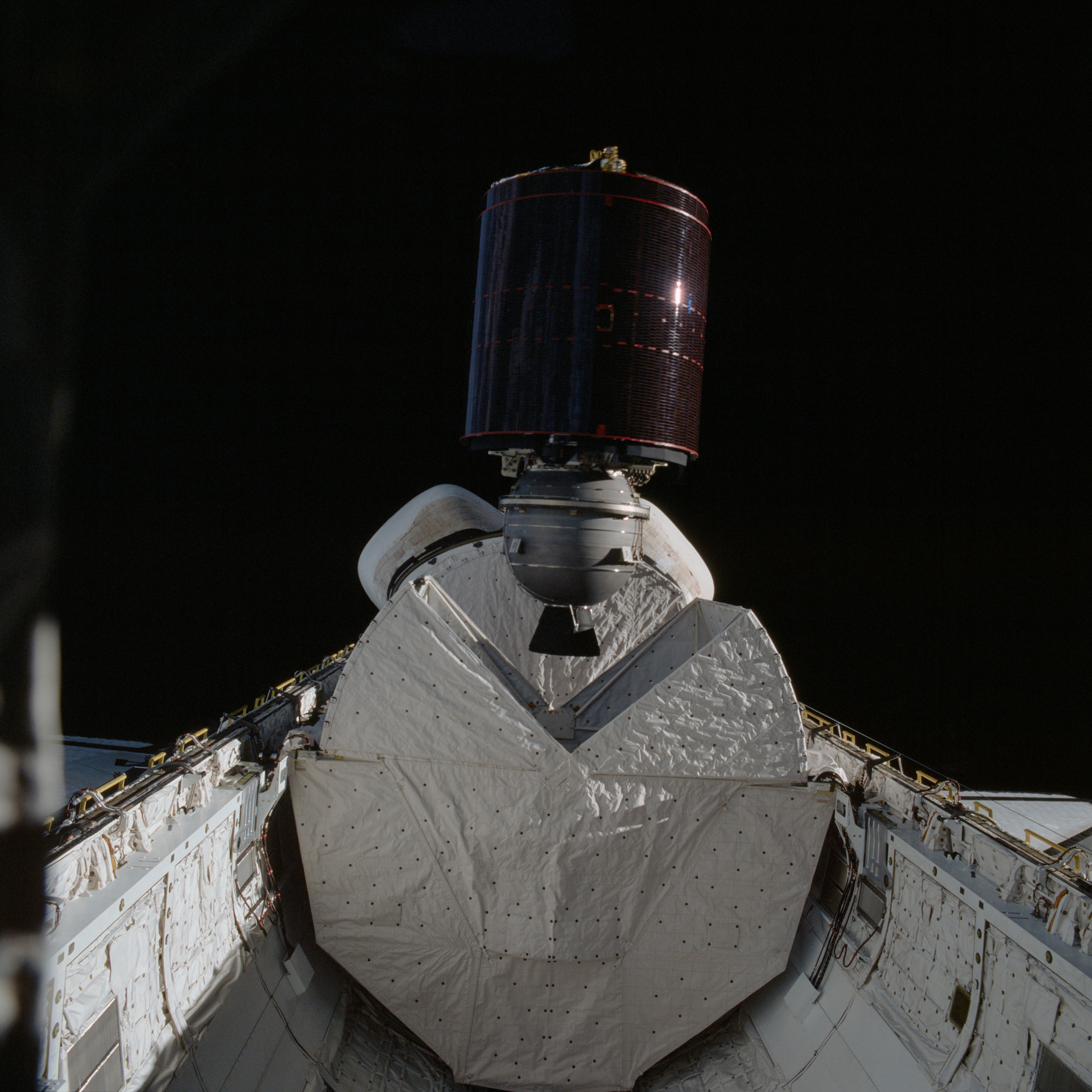
SBS-3 satelliet met PAM-D stage in de Space Shuttle

De twee communicatiesatellieten werden met succes uitgeladen en later door hulpraketten in hun baan rond de Aarde geplaatst. Naast de eerste commerciële satellietlading, bevatte de Space Shuttle ook een door West-Duitsland gefinancierd microzwaartekrachtexperiment. De bemanning voerde ook drie studentenexperimenten uit tijdens de vlucht.
Een geplande ruimtewandeling door de twee missiespecialisten ging niet door vanwege problemen met de ruimtepakken.
Columbia landde op 16 november 1982, om 6:33:26 PST 's ochtends, op landingsbaan 22 van Edwards Air Force Base. De vlucht duurde 5 dagen, 2 uur, 14 minuten en 26 seconden, na 4,700,000 km te hebben afgelegd in 81 complete rondjes om de aarde. De Columbia keerde op 22 november 1982 terug op het Kennedy Space Center.

## Ruimtewandeling
|      | Missie | Ruimtewandelaars                  | Start           | Einde           | Duur            | Missie                                                                         |
| ---- | ------ | --------------------------------- | --------------- | --------------- | --------------- | ------------------------------------------------------------------------------ |
| EVA1 | STS-5  | Joseph P. Allen William B. Lenoir | niet uitgevoerd | niet uitgevoerd | niet uitgevoerd | Ruimtewandeling werd geannuleerd omdat er problemen waren met de ruimtepakken. |